# Lijntekening

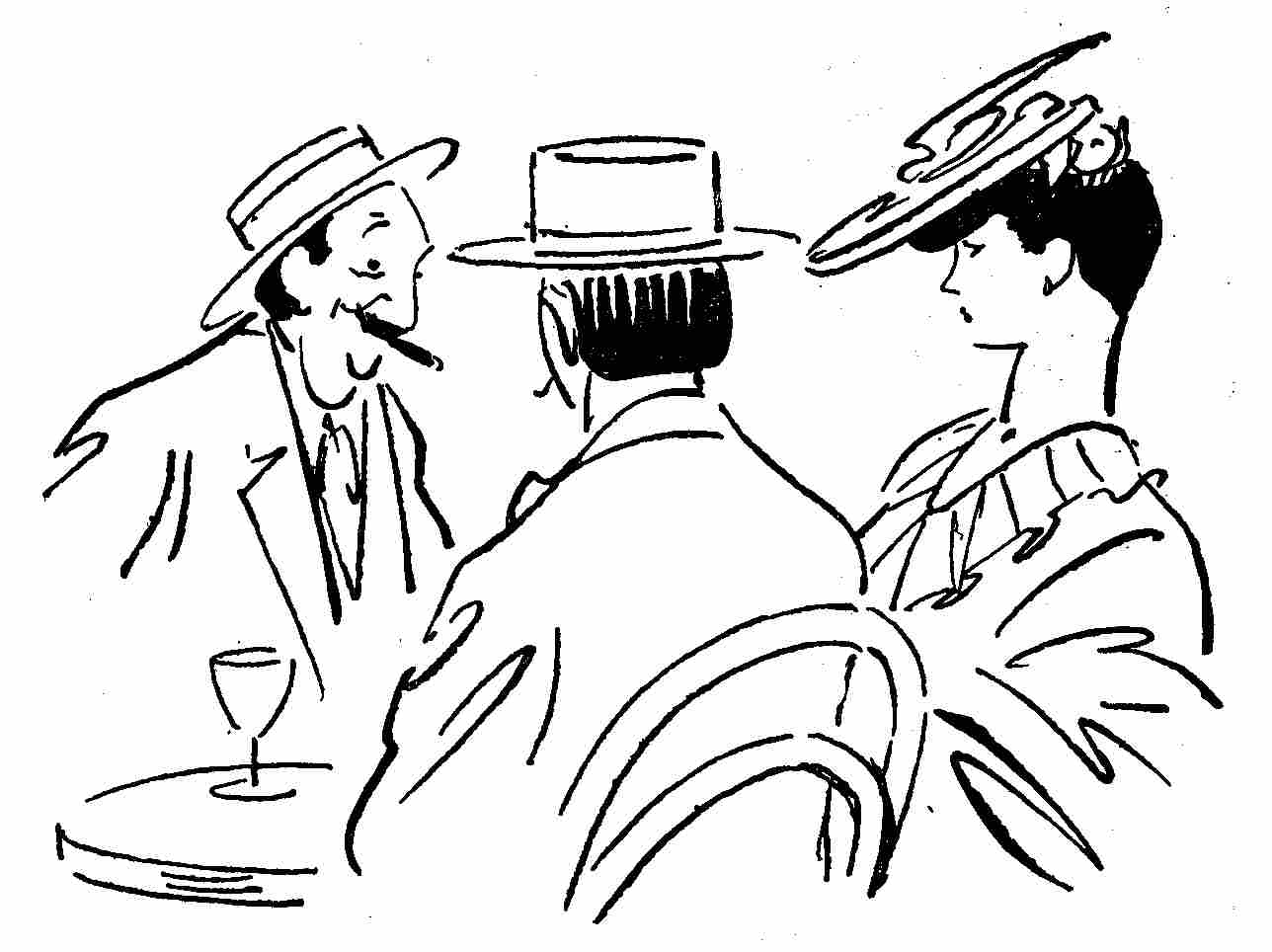
Voorbeeld van een lijntekening

Een lijntekening is een afbeelding die bestaat uit duidelijke rechte of gebogen lijnen tegen een (meestal effen) achtergrond, zonder gradaties in schaduw (duisternis) of tint (kleur) om tweedimensionale of driedimensionale objecten weer te geven. Lijntekeningen kunnen lijnen met verschillende kleuren gebruiken, hoewel ze meestal monochroom zijn. Zeer fijne tekeningen benadrukken vorm en omtrek, over kleur, schaduw en textuur.
Een van de meest fundamentele elementen van kunst is de lijn. Een belangrijk kenmerk van een lijn is dat deze de rand aangeeft van een tweedimensionale (platte) vorm of een driedimensionale vorm. Met een omtrek kan een vorm worden aangegeven en met contourlijnen een driedimensionale vorm.
Naast lijnen kunnen ook vast-gepigmenteerde vlakken en stippen worden gebruikt. De lijnen kunnen allemaal een constante breedte hebben (zoals in sommige potloodtekeningen), enkele verschillende maar constante breedtes (zoals bij technische illustraties), of vrij variërende breedtes (zoals bij penseelwerk of gravures).
Vóór de ontwikkeling van de fotografie en halftoon waren lijntekeningen het standaardformaat voor illustraties in gedrukte publicaties, met zwarte inkt op wit papier, zoals bij een lijnets. Met behulp van meanderen of arceren konden ook grijstinten worden gesimuleerd.